# Lista filmelor cu Madonna
Primul film al artistei americane Madonna a fost un film cu buget redus, din 1979, numit "A Certain Sacrifice". De atunci a jucat în multe filme independente sau de la Hollywood. De asemenea, a jucat și în trei piese de teatru, numeroase reclame iar recent și-a fǎcut debutul regizorial la Festivalul de film de la Berlin, cu filmul "Filth and Wisdom". În 1997 a primit globul de aur pentru rolul sǎu din Evita.
Aceasta este o listǎ a filmelor în care Madonna a apǎrut, ordonatǎ cronologic.
| An   | Titlu                                                      | Personaj                | Studioul de filmǎri                        |
| ---- | ---------------------------------------------------------- | ----------------------- | ------------------------------------------ |
| 1985 | A Certain Sacrifice                                        | Bruna                   | Independent                                |
| 1985 | Vision Quest aka Crazy For You                             | Cântǎreațǎ              | Warner Bros. Pictures                      |
| 1985 | Căutând-o pe Susan                                         | Susan                   | Orion Pictures                             |
| 1986 | Shanghai Surprise                                          | Gloria Tatlock          | HandMade Films                             |
| 1987 | Who's That Girl                                            | Nikki Finn              | Warner Bros. Pictures                      |
| 1989 | Bloodhounds of Broadway                                    | Hortense Hathaway       | Columbia Pictures/American Playhouse       |
| 1990 | Dick Tracy                                                 | Breathless Mahoney      | Touchstone Pictures/Disney/Buena Vista     |
| 1991 | În pat cu Madonna aka Adevăr sau provocare                 | Ea însǎși               | Miramax Films/Dino de Laurentiis           |
| 1992 | Umbre și ceață                                             | Marie                   | Orion Pictures                             |
| 1992 | A League of Their Own                                      | Mae Mordabito           | Columbia Pictures                          |
| 1993 | Body of Evidence                                           | Rebecca Carlson         | MGM Pictures/Dino de Laurentiis            |
| 1993 | Dangerous Game aka Snake Eyes                              | Sarah Jennings          | Cecchi Gori/Maverick Films                 |
| 1995 | Babilon în Brooklin (Blue in the Face sau Brooklyn Boogie) | Singing Telegram        | Miramax Films/Buena Vista                  |
| 1995 | Four Rooms                                                 | Elspeth                 | Miramax Films/Buena Vista                  |
| 1996 | Girl 6                                                     | Boss #3                 | 20th Century Fox                           |
| 1996 | Evita                                                      | Eva Perón               | Hollywood Pictures/Cinergi Pictures        |
| 2000 | The Next Best Thing                                        | Abbie Reynolds          | Lakeshore Entertainment/Paramount Pictures |
| 2002 | Swept Away                                                 | Amber Leighton          | Screen Gems/Columbia Pictures              |
| 2002 | Die Another Day                                            | Verity                  | MGM Pictures/Danjaq Inc.                   |
| 2005 | I'm Going to Tell You a Secret                             | Ea însǎși               | Maverick Films/RiverRoad/Lucky Lou         |
| 2006 | Arthur and the Invisibles                                  | Prințesa Selenia (voce) | EuropaCorp/The Weinstein Company           |
| 2008 | I Am Because We Are                                        | Ea însǎși               | Semtex Films                               |